# Penal

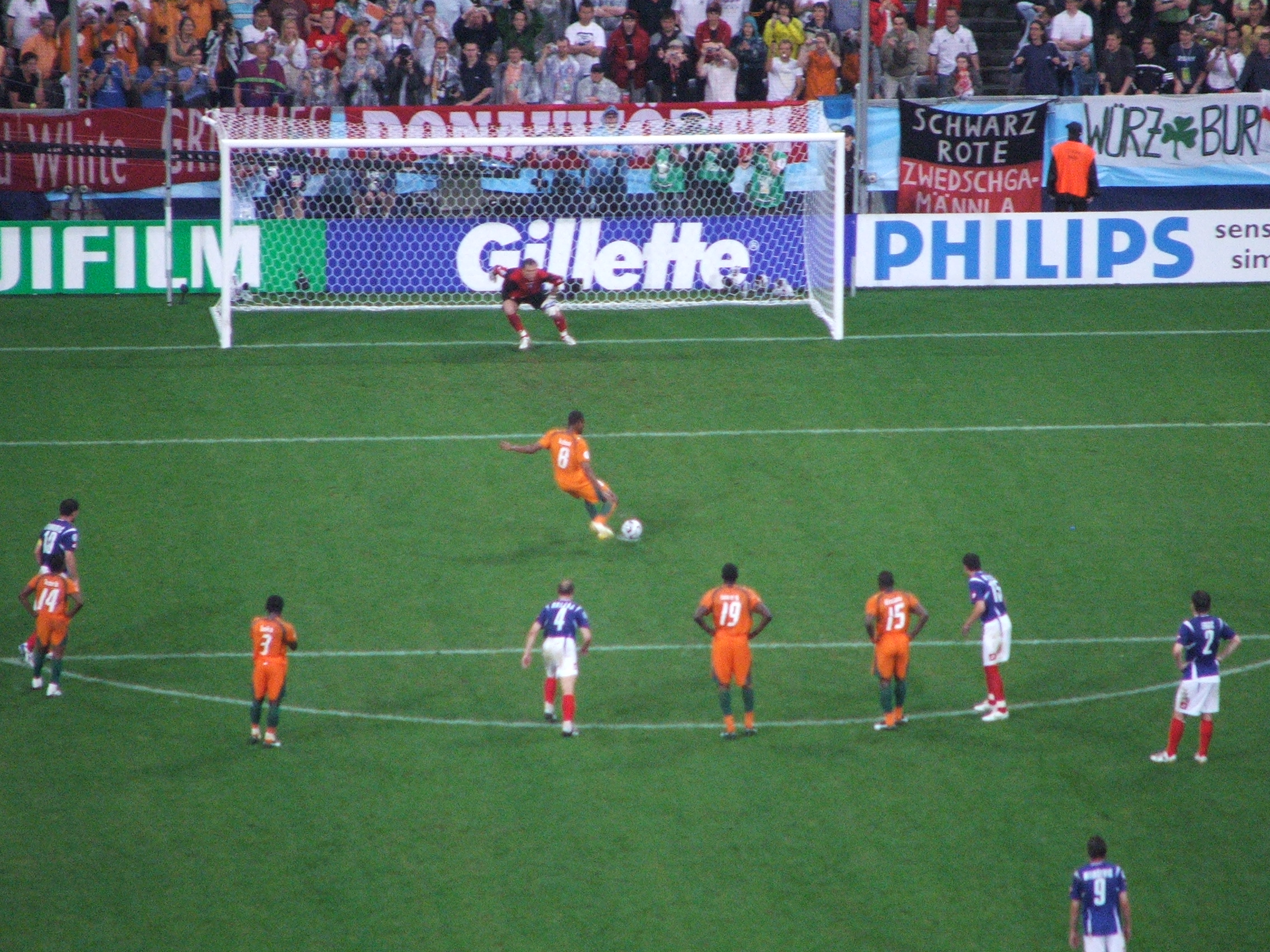
Bonaventure Kalou de la selecció de futbol de Costa d'Ivori llança un penal contra Dragoslav Jevrić de Sèrbia i Montenegro durant la Copa del Món de Futbol 2006.

El penal és la pena màxima que es pot aplicar en diversos esports de pilota i que consisteix en un llançament sense barrera, des d'una distància prefixada, amb l'oportunitat d'aconseguir un gol directe i amb l'única oposició del porter.

## Futbol
En futbol, se sanciona amb penal qualsevol falta sancionable amb tir lliure directe que es cometi dintre de l'àrea de penal. L'àrbitre assenyala la concessió del penal fent sonar el xiulet i apuntant al punt de penal, que és una marca de calç feta a uns 11 metres de la línia de gol.
Per a executar el penal, la pilota s'ha de col·locar sobre el punt de penal i el llançador s'ha d'identificar clarament a l'àrbitre. Tots els jugadors, excepte el porter de l'equip sancionat i el llançador del penal s'han de col·locar fora de l'àrea de penal, darrere del punt de penal i a una distància mínima de 9,15 metres (és a dir, fora de l'arc de penal) fins que el llançador colpeja la pilota. El porter s'ha de situar sobre la línia de gol, entre els dos pals, de cara a la pilota fins que la pilota és llançada. Pot moure's en horitzontal per sobre de la línia de gol, però si s'avança, el penal podria tornar-se a llançar.
Després que l'àrbitre fa sonar el xiulet autoritzant l'execució, el llançador ha de colpejar la pilota cap endavant, normalment en direcció a la porteria intentant superar la línia de gol. Un cop colpejada la pilota, la resta de jugadors poden incorporar-se a l'àrea continuant amb la disputa normal del partit.

## Història

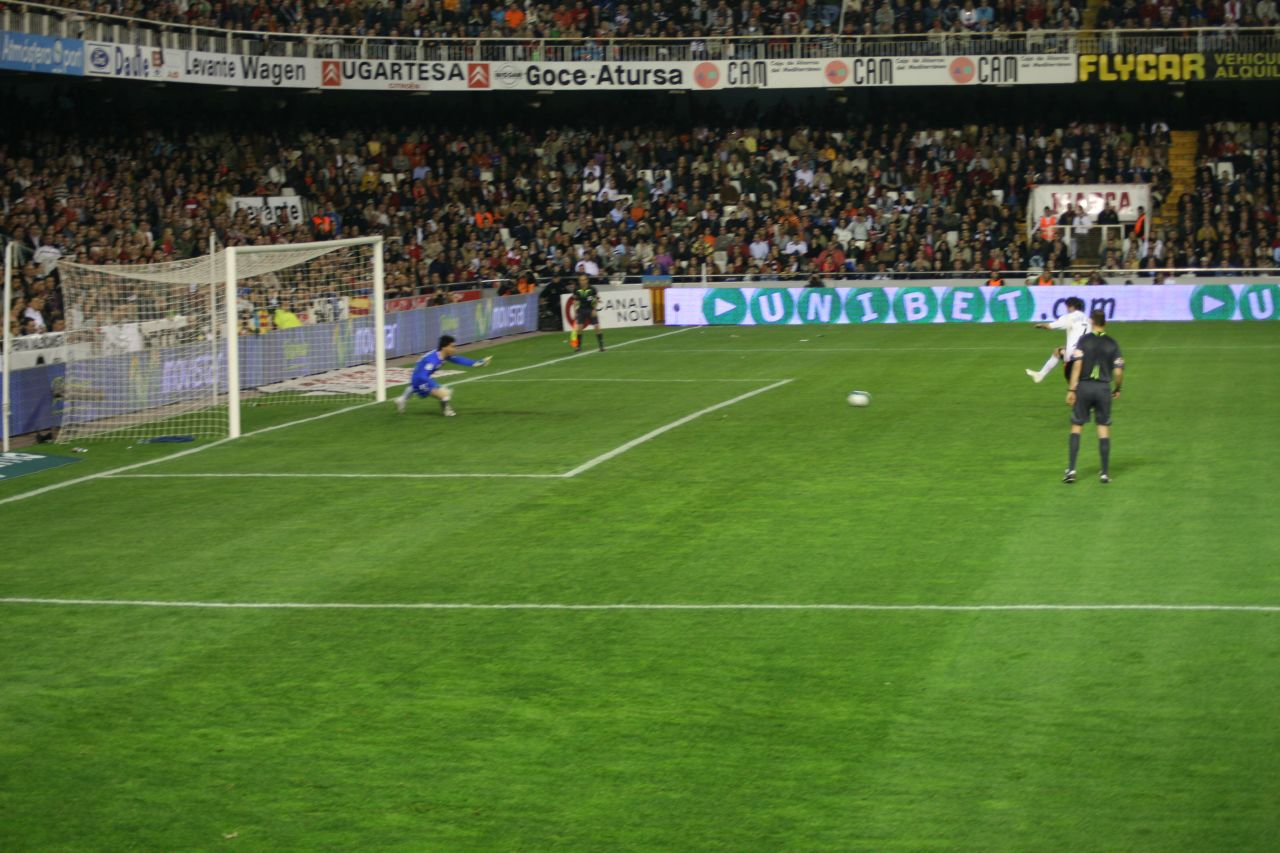
David Villa tira un penal davant David Cobeño a un València-Sevilla FC a Mestalla la temporada 2006-07.

La invenció del penal és atribuïda al porter i empresari William McCrum, el 1890 a Milford, Comtat d'Armagh, Irlanda del Nord. L'Associació Irlandesa de Futbol va presentar la idea al International Football Association Board i finalment, després de molt de debat, aquest la va aprovar el 2 de juny de 1891. Va ser introduïda a la temporada 1891-92.
Al començament, molts de porters es quedaven quiets sense intentar aturar el llançament dels penals, ja que els consideraven molt poc cavallerosos. Amb el temps, el penal es va acabar assentant i van sortir estils particulars de llançament com ara la paradinha i el més famós: el penal de Panenka.
Johan Cruyff també va idear una forma personal de sorprendre el porter. En un partit amb l'Ajax, va tocar amb suavitat la pilota en diagonal perquè el seu company Jesper Olsen la controlés, avancés cap a porteria i li la tornés a Cruyff, qui va convertir el gol a porta buida.